# Aéroport de Pembroke
L'aéroport de Pembroke est un aéroport situé en Ontario, au Canada.